# 褐吊叶蛛
褐吊叶蛛（学名：Acusilas coccineus）为园蛛科吊叶蛛属的动物。分布于爪哇、马六甲、巴布亚新几内亚、日本、台湾岛以及中国大陆的江苏、浙江、湖南、四川等地，多栖息于树林以及以树叶做巢。